# Tatjana Aleksejeva
Tatjana Petrovna Aleksejeva (ryska: Татьяӈа Пегровна Алексеевна), född den 7 oktober 1963, är en sovjetisk/rysk före detta friidrottare som tävlade i kortdistanslöpning främst 400 meter. 
Aleksejevas främsta meriter kom inomhus. Hon blev silvermedaljör både vid VM 1993 och vid EM 1994 på 400 meter. Hon slutade fyra vid utomhus-VM 1993 i Stuttgart. Dessutom var hon i final vid VM 1997 då hon blev åtta. 
Hon har även haft stora framgångar med sovjetiska/ryska stafettlag på 4 x 400 meter. Vid VM 1991 sprang hon i försöken i det lag som senare vann guld. Hon var med i silverlaget vid VM 1993 och hon var med och vann VM-guld inomhus 1997.

## Personliga rekord
- 400 meter - 49,98 från 1997